# Чхве Гёнхван
Чхве Гёнхван (кор. 최경환?, 崔炅煥?; род. 22 июня 1955, Кёнсан, Кёнсан-Пукто) — южнокорейский экономист, политик, государственный служащий, вице-премьер и министр стратегии и финансов Республики Корея (2014—2016). С апреля по июнь 2015 года временно исполнял обязанности премьер-министра страны.

## Биография
Чхве Гёнхван родился в Синчхон-доне города Кёнсан провинции Кёнсан-Пукто. Окончил среднюю школу Тэгу в 1975 году и экономический факультет университета Ёнсе в 1979 году. Получил докторскую степень по экономике в Висконсинском университете в Мадисоне, где учился с 1987 по 1991 год.
Карьеру сделал в значительной степени благодаря экономическому образованию. В 1995 году работал исследователем в Европейском банке реконструкции и развития. На президентских выборах 2002 года был особым советником по экономике кандидата в президенты Ли Хвечхана из Партии великой страны.